# 하시시모촌
하시시모촌(橋下村)은 사가현 기시마군에 있던 촌이다. 현재의 다케오시와 시로이시정의 일부에 해당한다.

## 역사
- 1889년 4월 1일 - 정촌제 시행에 의해 기시마군 하시시모촌이 성립하였다.
- 1956년 9월 30일 - 하시시모촌의 일부가 기타카타정과 시로이시정에 각각 편입해 폐지되었다.

## 참고문헌
- 角川日本地名大辞典 41 佐賀県
- 『市町村名変遷辞典』東京堂出版、1990年。